# Justified: City Primeval
Justified: City Primeval ist eine US-amerikanische Miniserie, die die Handlung der Serie Justified (2010–2015) fortsetzt, inspiriert vom Roman City Primeval: High Noon in Detroit und der Kurzgeschichte Fire in the Hole mit der Figur des U.S. Marshals Raylan Givens des Schriftstellers Elmore Leonard. Die Premiere der Miniserie fand am 18. Juli 2023 auf dem US-Kabelsender FX statt. Im deutschsprachigen Raum erfolgte die Erstveröffentlichung am 6. September 2023 a durch Disney+ via Star als Original.

## Handlung
Vor 15 Jahren ließ Raylan Givens die Täler von Kentucky hinter sich. Inzwischen lebt er in Miami und versucht als wandelndes Relikt der Vergangenheit, sein Leben als U.S. Marshal und sein Leben als Teilzeitvater seiner 15-jährigen Tochter Willa unter einen Hut zu bringen. Eine zufällige Begegnung auf einem verlassenen Highway in Florida führt ihn nach Detroit, wo er auf Clement Mansell trifft, auch bekannt als der „Oklahoma Wildman“, ein gewalttätiger, soziopathischer Desperado, welcher der Polizei von Detroit schon einmal durch die Lappen gegangen ist und nicht vorhat, gefasst zu werden. Zwischen ihnen steht Carolyn Wilder, die schlagkräftige Anwältin von Mansell, welche die Absicht hegt, ihren Mandanten mit allen Mitteln zu verteidigen, auch wenn dies bedeutet, zwischen die Fronten der Polizei und des organisierten Verbrechens zu geraten, aber auch sie treibt ihr eigenes Spiel. In klassischer Elmore-Leonard-Manier steuern diese drei Fronten geradewegs auf eine folgenschwere Kollision zu, und letztlich wird sich zeigen, wer lebend aus der „City Primeval“ emporsteigen wird.

## Besetzung und Synchronisation
Die deutschsprachige Synchronisation entstand nach den Dialogbüchern sowie unter der Dialogregie von Dominik Auer durch die Synchronfirma Iyuno-SDI Group Germany in München.
| Rolle                   | Schauspieler       | Synchronsprecher |
| ----------------------- | ------------------ | ---------------- |
| Raylan Givens           | Timothy Olyphant   | Stefan Günther   |
| Clement Mansell         | Boyd Holbrook      | Dirk Meyer       |
| Carolyn Wilder          | Aunjanue Ellis     | Natascha Geisler |
| Marcus „Sweety“ Sweeton | Vondie Curtis-Hall | Hans Bayer       |
| Sandy Stanton           | Adelaide Clemens   | Janina Dietz     |
| Maureen Downey          | Marin Ireland      | Angela Wiederhut |
| Wendell Robinson        | Victor Williams    | Thomas Wenke     |
| Norbert Bryl            | Norbert Leo Butz   | Dominik Auer     |

## Episodenliste
| Nr. | Deutscher Titel        | Originaltitel        | Erstausstrahlung (USA) | Deutschsprachige Erstveröffentlichung (D/A/CH) | Regie                 | Drehbuch                      |
| --- | ---------------------- | -------------------- | ---------------------- | ---------------------------------------------- | --------------------- | ----------------------------- |
| 1   | City Primeval          | City Primeval        | 18. Juli 2023          | 6. Sep. 2023                                   | Michael Dinner        | Dave Andron & Michael Dinner  |
| 2   | Der Wilde aus Oklahoma | The Oklahoma Wildman | 18. Juli 2023          | 6. Sep. 2023                                   | Michael Dinner        | Dave Andron & Michael Dinner  |
| 3   | Messer im Rücken       | Backstabbers         | 25. Juli 2023          | 6. Sep. 2023                                   | Jon Avnet             | Eisa Davis & Chris Provenzano |
| 4   | Kokomo                 | Kokomo               | 1. Aug. 2023           | 6. Sep. 2023                                   | Gwyneth Horder-Payton | Taylor Elmore                 |
| 5   | Alles okay?            | You Good?            | 8. Aug. 2023           | 6. Sep. 2023                                   | Kevin Rodney Sullivan | Eisa Davis & Chris Provenzano |
| 6   | Adios                  | Adios                | 15. Aug. 2023          | 6. Sep. 2023                                   | Sylvain White         | Taylor Elmore & V.J. Boyd     |
| 7   | Das Überführungsstück  | The Smoking Gun      | 22. Aug. 2023          | 6. Sep. 2023                                   | Katrelle Kindred      | Dave Andron & Michael Dinner  |
| 8   | Die Frage              | The Question         | 29. Aug. 2023          | 6. Sep. 2023                                   | Michael Dinner        | Dave Andron & Michael Dinner  |